# 标准摩尔燃烧焓
标准摩尔燃烧焓变是指一摩尔物质在标准状况下完全燃烧时的反应焓变，用符号Δc HmO表示，其中下标“c”表示燃烧（combustion），其單位為kJ/mol（又作kJ·mol-1）。如标准状况下，甲烷完全燃燒時的反應式如下：
CH4(g) + 2 O2(g) → CO2(g) + 2 H2O(l)　　ΔH = −891 kJ/mol
此反應的反應熱為-891 kJ/mol，因此甲烷的标准摩尔燃烧焓為-891 kJ/mol。
燃烧焓數值均為負值，一般會用熱量計來量測。

## 外部連結
- NIST Chemistry WebBook （页面存档备份，存于）